# Sven Alkalaj
Pour les articles homonymes, voir Sven.
Sven Alkalaj, né le 11 novembre 1948 à Sarajevo, est un homme politique bosnien. 

## Biographie
Issu d'une famille juive sépharade par son père, Sven Alkalaj est diplômé en ingénierie mécanique, puis en économie. 

Après l'indépendance de la Bosnie-Herzégovine, il devient le premier ambassadeur de son pays aux États-Unis entre 1993 et 2004, puis il est en poste en Belgique, fonction qu'il cumule avec celle de chef de mission auprès de l'OTAN jusqu'en 2007. Il est ministre des Affaires étrangères entre le 9 février 2007 et le 12 janvier 2012, succédant à Mladen Ivanić.

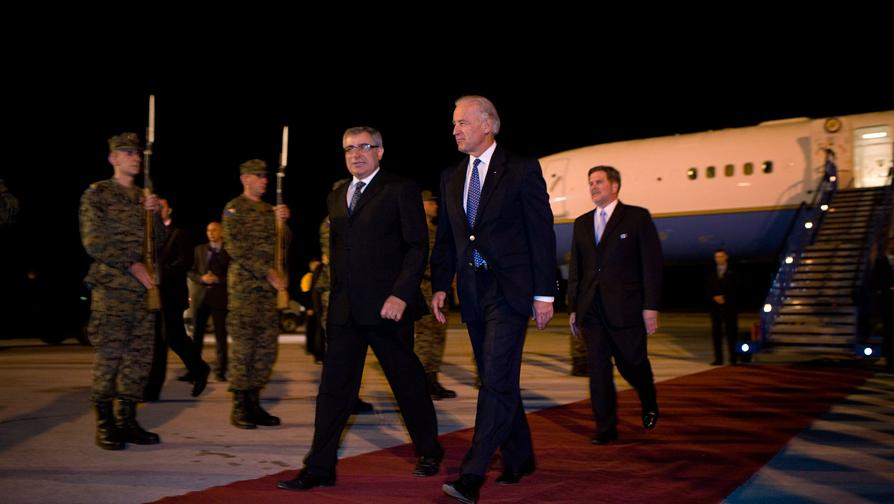
Accueillant le vice-président américain Joe Biden à l'aéroport de Sarajevo, maie 2009
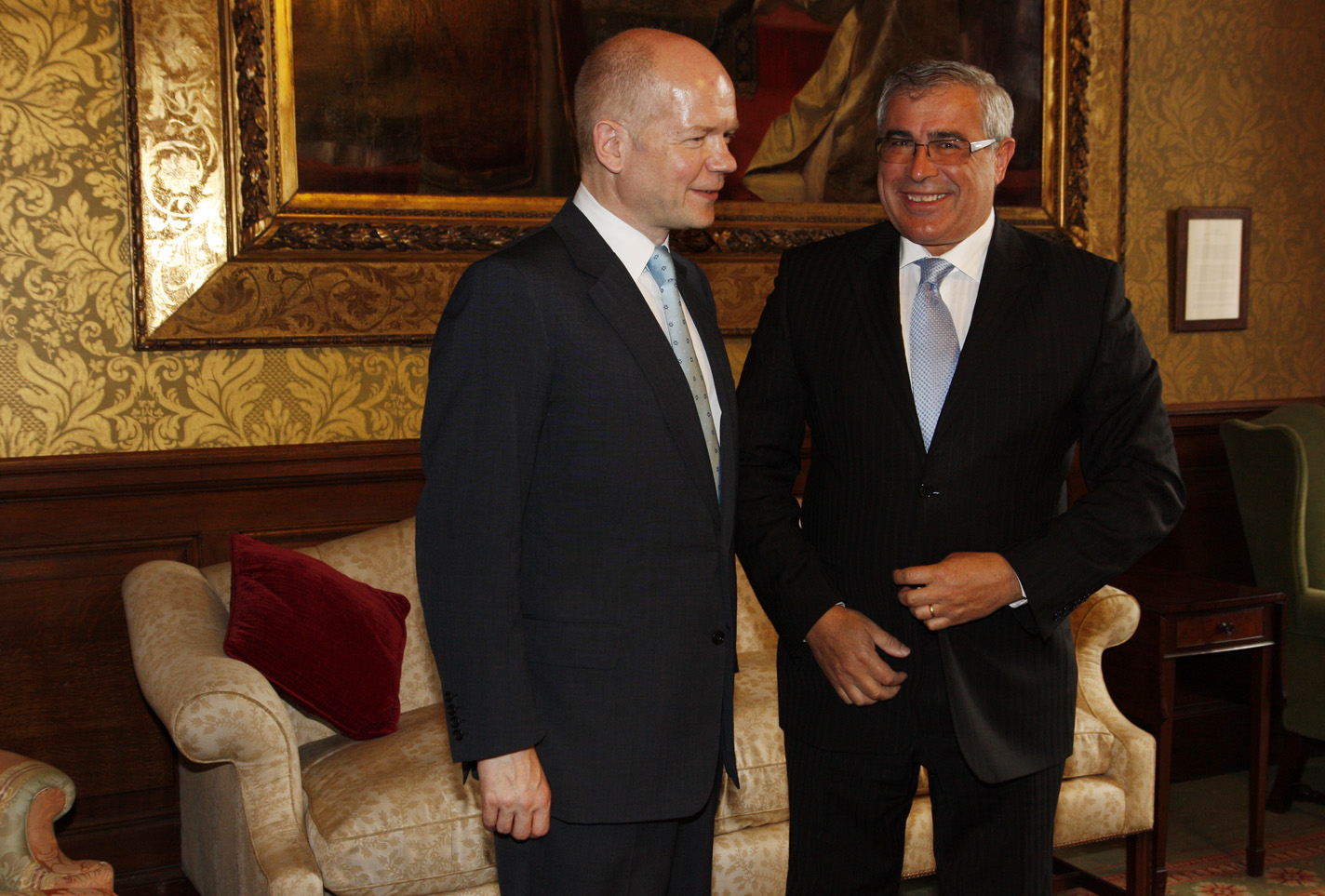
En compagnie de l'homme d'Etat britannique William Hague, Londres, juillet 2010
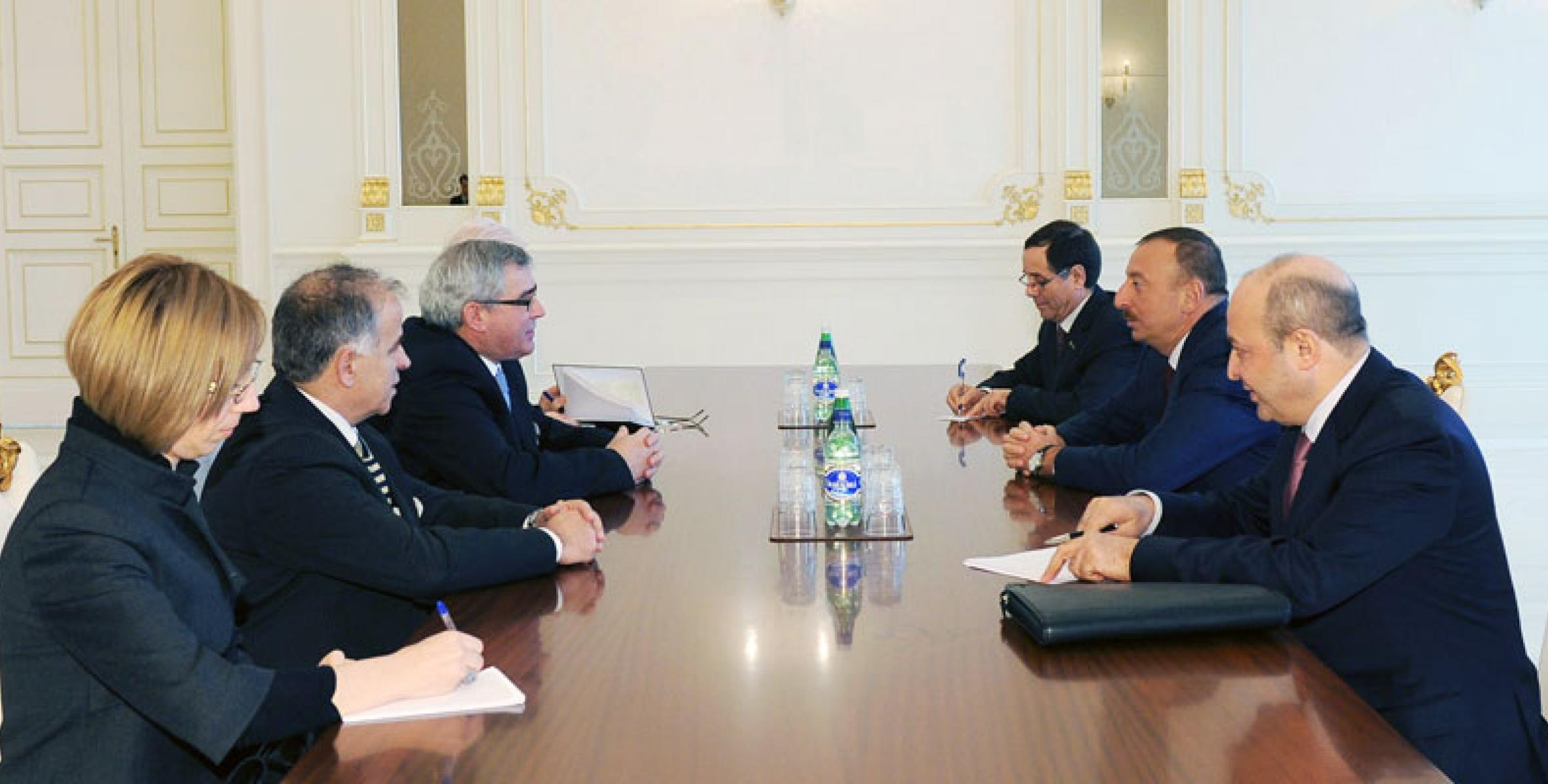
Discutant avec le politique Ilham Aliyev, Azerbaïdjan, janvier 2011